# انتخابات ایالتی ۱۹۰۸ نیویورک
انتخابات ایالتی ۱۹۰۸ نیویورک (انگلیسی: 1908 New York state election)در ۳ نوامبر ۱۹۰۸ برای انتخاب فرماندار ، معاون فرماندار ، وزیر امور خارجه ، کنترل کننده امور ایالتی ، دادستان کل ، خزانه دار ایالت ، قاضی دادگاه تجدیدنظر و همچنین کلیه اعضای مجمع ایالتی نیویورک و سنای ایالت نیویورک برگزار شد. 